# Myrospermum
Myrospermum es un género de plantas con flores con 15 especies, perteneciente a la familia Fabaceae.

## Especies
- Myrospermum arboreum
- Myrospermum balsamiferum
- Myrospermum emarginatum
- Myrospermum erythroxylum
- Myrospermum frutescens
- Myrospermum pedicellatum
- Myrospermum pereirae
- Myrospermum peruiferum (L.f.) DC. - almea del Perú, azumbar del Perú, bálsamo del Perú, estoraque del Perú, guatemala, quinoquino del Perú.[1]
- Myrospermum pubescens DC. - bálsamo del Perú, tache de Popayán.[1]
- Myrospermum punctatum
- Myrospermum robinifolium
- Myrospermum secundum
- Myrospermum sonsonatense
- Myrospermum sousanum
- Myrospermum toluiferum